# Säivisnäs
Säivisnäs este o arie protejată (arie specială de conservare — SAC, sit de importanță comunitară — SCI) din Suedia întinsă pe o suprafață de 108,3 ha, integral pe uscat.

## Localizare
Centrul sitului Säivisnäs este situat la coordonatele 65°47′24″N 23°33′52″E / 65.79°N 23.5645°E.

## Înființare
Situl Säivisnäs a fost declarat sit de importanță comunitară în iulie 2000 pentru a proteja un număr necunoscut de specii din flora spontană și fauna sălbatică aflate în arealul zonei. Situl a fost protejat și ca arie specială de conservare în martie 2011.

## Biodiversitate
Situată în ecoregiunile boreală și marină baltică, aria protejată conține 5 habitate naturale: Mlaștini turboase de tranziție și turbării mișcătoare, Pășuni de coastă din Baltica boreală, Taiga vestică, Vegetație perenă pe țărmurile stâncoase, Mlaștini alcaline.
La baza desemnării sitului se află un număr nedeclarat de specii protejate.